# Manuel Lima
Pour les articles homonymes, voir Lima (homonymie).
Manuel Lima, né le 3 mai 1978, à São Miguel, aux Açores, est un designer de l'information, auteur, conférencier et chercheur portugais. 

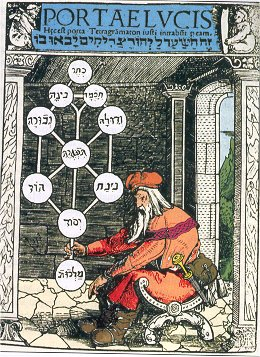
Exemple médiéval d'un diagramme d'arbre. Illustration reproduite dans : Visual complexity (2011), p. 24

## Biographie
Manuel Lima étudie, de 1996 à 2002 le design industriel à l'université technique de Lisbonne (UTL). Ensuite il fait une Master (M.F.A.) à la Parsons School of Design à New York.  Depuis, il travaille en indépendant sur divers projets de technique de l’information, comme auprès de l'agence de communication R/GA, et comme enseignant en design de l'information chez Parsons.

## Activités
Le périodique Wired décrit Lima comme l'« homme qui transforme des données en art » alors que le magazine Creativity  considère que Lima  est « le Edward Tufte du XXIe siècle ». Il est un ténor majeur dans la visualisation de l'information,,, et le fondateur de VisualComplexity.com - une exploration visuelle sur la présentation de réseaux complexes. Son livre Visual Complexity: Mapping Patterns of Information a été traduit en japonais, chinois et français. Il vit actuellement à New York.

## Prix et distinctions
Lima est cité, par le journal Creativity parmi les « 50 most creative and influential minds of 2009 » et est élu fellow de la Royal Society of Arts (FRSA) in 2010.

## Publications
- The Book of Trees: Visualizing Branches of Knowledge (2014), Princeton Architectural Press,  (ISBN 978-1-616-89218-0)
- Visual Complexity: Mapping Patterns of Information (2011), Princeton Architectural Press,  (ISBN 978-1-568-98936-5)
- Blogviz (2009)  (ISBN 978-3-639-20902-0)